# ГЕС Велле
ГЕС Велле (ісп. Presas de Velle) – гідроелектростанція на північному заході Іспанії. Розташована між ГЕС Ос Пєарес (вище по течії) та ГЕС Кастрело, входить до каскаду на найбільшій річці Галісії Мінью.
Для роботи станції річку перекрили гравітаційною греблею висотою 26 метрів та довжиною 195 метрів, на спорудження якої пішло 55 тис м3 матеріалу. Вона утворила водосховище з площею поверхні 2,3 км2 та об'ємом від 0,9 до 17 млн м3 (в залежності від рівня поверхні), при цьому корисний об’єм складає до 9 млн м3.
У 1966-1967 роках станцію обладнали двома турбінами типу Каплан загальною потужністю 80 МВт, які при напорі 14,1 метра забезпечували виробництво 320 млн кВт-год електроенергії на рік. Хоча напір цієї ГЕС суттєво менше, ніж у розташованих вище станцій (Белесар, Ос Пєарес), проте завдяки розташуванню після впадіння великого лівого притоку Сіль вона працює зі значно більшим об'ємом води. Після модернізації потужність станції зросла до 86 МВт.
На Велле розташований диспетчерський центр компанії Gas Natural Fenosa, з якого здійснюється управління 51 гідроелектростанцією.
Зв’язок з енергосистемою відбувається по ЛЕП, що працює під напругою 220 кВ.